# Robe (Balé)
Pour les articles homonymes, voir Robe.
Robe est une ville et un woreda du sud de l'Éthiopie. Située dans la zone Bale de la région Oromia, elle compte 44 382 habitants en 2007.
Robe se trouve à 7° 07′ N, 40° 00′ E et à près de 2 500 mètres d'altitude.
Ancien chef-lieu du woreda Sinanana Dinsho, elle acquiert le statut de woreda probablement en 2007.
Avec 44 382 habitants au recensement national de 2007, elle est la principale agglomération de la zone Bale.
En 2022, sa population est estimée à 92 053 personnes avec une densité de population de plus de 10 000 personnes par km2 et près de 9 km2 de superficie.